# 前野且親
前野 且親（まえの かつちか）は、江戸時代ごろの武士である。阿波前野氏の生まれであり、後に浪人となった。通称は大右衛門で諱は且親。

## 略歴
且親は、阿波徳島藩士の前野角兵衛且辰の三男に生まれる。
阿波前野家の家督と所領は長兄の前野且朝が継承し、次兄の前野角之助は出家して永圓寺に入った。通称を大右衛門と称した且親は、系図によると浪人となったとされる。
寛延2年（1749年）3月朔日、嫡男の恵三太（前野且久）を男子のいなかった井後知義の養嗣子とし、恵三太は姪婿となって井後義長と称した。
宝暦9年（1759年）6月23日、次男の繁助（孤昌）を男子のいなかった平瀨有影の婿養嗣子とし、繁助は平瀨照成と称した。
且親自身の没年は記載されていない。

## 氏族
前野氏は、良岑朝臣の末裔である尾張国二宮大縣神社大宮司家の立木田家から派生する。苗字は、立木田高成が上総広常の娘を賜り、二人の子である高長が、母親の生地（常陸国筑波郡前野）の地名にちなんでその地を前野村（尾張国丹羽郡前野村（現在の愛知県江南市前野町〜大口町辺り））と称し、四代目時綱の代から正式に前野を名乗ったことに始まる。阿波前野氏辰定系は血統上は藤原北家利仁流富樫氏族坪内氏の系統にあたる。富樫氏は加賀国の守護大名であり、坪内家は加賀から尾張へ移住した富樫家の分家にあたる。また、この系統上の前野重純は出羽国秋田郡前野の地から私的に前野の名を称している。丸に洲浜紋を定紋とした。

## 系譜
- 祖父：前野孫大夫定辰
- 父：前野角兵衛且辰
- 母：大津主膳好顯娘か
- 生母不明の子女
  - 男子：井後恵三太義長 / 前野大蔵且久（井後新四郎知義姪婿、養嗣子となる）
  - 男子：平瀨繁助照成 / 前野大作孤昌（平瀨所兵衛有影娘婿、養嗣子となる）